# Phare de Senhora da Agonia
Le phare de Senhora da Agonia est un phare situé sur le site de la Chapelle de Nossa Senhora da Agonia (pt) de la freguesia de Monserrate, dans la ville de Viana do Castelo, dans le district de Viana do Castelo (Région Nord du Portugal).
Il est géré par l'autorité maritime nationale du Portugal à Oeiras (Grand Lisbonne).

## Histoire
le phare de Senhora da Agonia est le phare arrière d'entrée du port de Viana do Castelo. Il a été construit à côté de la chapelle de Nossa Senhora da Agonia datant du 18esiècle. C'est une tour cylindrique en fonte de 9 m de haut, avec galerie et lanterne, attenante à un petit local technique. La tour est peinte en rouge, la lanterne et les montants sont peints en blanc.
Il est érigé à environ 550 m au nord du phare de Castelo de Santiago, phare avant d'entrée du port. C'est un feu à occultations émettant un éclat rouge durant 2 secondes, toutes les 4 secondes, visible jusqu'à 9 km.
Identifiant : ARLHS : POR054 ; PT-026 - Amirauté : D2012.1 - NGA : 3104.
|                                  |
| Chapelle Nossa Senhora da Agonia |

|          |
| Le phare |

### Lien connexe
- Liste des phares du Portugal